# Phytophthora multivora
Espèce
Phytophthora multivora est une espèce d'oomycète  phytopathogène de la  famille des Peronosporaceae.  vivant dans les sols humides et qui provoque chez les plantes infectées des symptômes de pourriture des racines (pourridié) ou  de mort de la cime (dépérissement terminal). Il a été observé pour la première fois au début des années 1980 mais a été confondu avec Phytophthora citricola.
P. cinnamomi est très répandu dans le sud-ouest de l'Australie-Occidentale, mais on le rencontre dans de nombreux autres pays de manière moins fréquente comme en Afrique du Sud, au Canada, en Corée, au Japon, en Espagne, en Suisse, en République tchèque ou en Nouvelle-Zélande. Il s'attaque notamment à Eucalyptus gomphocephala, Eucalyptus marginata, Agonis flexuosa.